# 似たもの一家
『似たもの一家』（にたものいっか）は、長谷川町子が『週刊朝日』に1949年4月10日号から同年12月15日号まで連載した漫画。
単行本は姉妹社から刊行されていたが同社の廃業により絶版となり、1998年に朝日新聞社（2008年に出版部門を朝日新聞出版へ分社）が長谷川町子全集第29巻（『エプロンおばさん 4』と合本）として復刊。2001年には朝日文庫へ収録された（エッセイ『サザエさんうちあけ話』との合本）。

## 概要
長谷川の代表作である『サザエさん』のような4コマ漫画ではなく、ショートコミック形式で描かれている。本作の終了時期は『サザエさん』の朝日新聞夕刊への連載開始時期と重なり、作者本人は「朝日新聞といえば桧舞台だから、『サザエさん』に集中するために『似たもの一家』をやめた」といった内容を、その自伝『サザエさんうちあけ話』の中で語っている。

## 登場人物
後年、テレビアニメ版の『サザエさん』をはじめ、映画『続・サザエさん』、ドラマなどの二次メディアに登場した人物も多く、本作のエピソードが『サザエさん』で映像化されたこともある。設定の詳細はサザエさんの登場人物#2代目伊佐坂家を参照。映画『続・サザエさん』には難物と軽のみ登場する（役名が伊佐坂軽子になっている）。
伊佐坂 難物（いささか なんぶつ）
作家。じん六と浮えの父。彼にインタビューをした記者に言わせれば「あまり売れない二流作家」らしい。若い頃は歌舞伎の女形を目指していたが挫折、作家に転向した。学生時代に軽と熱愛の末、両親の反対を押し切って結婚。52歳。短気であって、偏屈で通っている。写真が嫌い。登場した時は大抵笑われ役に回る。
伊佐坂 軽（いささか かる）
難物の妻。明朗な性格の持ち主。学生時代からのあだ名はカッパである。
『サザエさん』では、磯野フネと女学校時代の同級生となっている。
伊佐坂 じん六（いささか じんろく）
伊佐坂家の長男で、学生である。いつも学生服と眼鏡を着用していて、坊主頭である。大変要領も良く、機転が利き、子供の相手をするのがうまいが、同時にそれが仇となって本作では笑われ役となって活躍する。野球が趣味である。成績は悪い。
テレビアニメ版『サザエさん』では気ままな浪人生だが、本作においてはそのような事は無く、キャラクターとしての設定は大分異なっている。
伊佐坂 浮え（いささか うきえ）
じん六の妹。女学生である。おしゃべりで快活な性格である。いつも女学校の制服を着ている。髪型は三つ編み。外出する時は眼鏡をかける。
テレビアニメ版『サザエさん』のように、美人でおしとやかという設定ではない。
のん助
じん六と浮えのおじ。難物の弟で作家志望。よくお見合いをする。性格はかなりそそっかしい。
お手伝いさん
伊佐坂家のお手伝いさん。女中おサン。
トンダさん
伊佐坂家のお隣に引っ越してきた未亡人。子どもが2人いる。顔と雰囲気がフグ田サザエにやや似ているが無関係。下述の二人を迎えに来た際にヒロポンの影響で高揚していた様子を見て、「こんなにはしゃいだのは初めて」と二人がはしゃいでいるのだと勘違いしていた。
ミヤコ、カンイチ
トンダさんの子どもで、姉弟。磯野ワカメとフグ田タラオと酷似した容姿。「ヒロポン」という回でトンダさんの都合でお弁当を持たせられ家に預けられた際は母が恋しく泣きながら走り回っており、じん六が腹踊りをして見せると爆笑して機嫌を直したが笑っている理由は実はじん六が腹踊りを見せる前に伊佐坂家の常薬の中からヒロポンを勝手に飲み気分が高揚していたためであった。

## エピソード
- 『似たもの一家』の連載が終了して約3年後、『サザエさん』に伊佐坂一家がゲスト出演している。これは、朝日新聞社版では第10巻にあたる。ここで、磯野フネが伊佐坂軽と女学校時代の同級生であった、という設定が加えられる。
- 単行本は朝日新聞社から、『サザエさんうちあけ話』と共に文庫版で出版され、そこで『似たもの一家』の傑作選を読むことができる。